# Безбожниковское сельское поселение
Безбожниковское сельское поселение — муниципальное образование в составе Мурашинского района Кировской области России, существовавшее в 2006 — 2012 годах.
Центр — посёлок Безбожник.

## История
Безбожниковское сельское поселение образовано 1 января 2006 года согласно Закону Кировской области от 07.12.2004 № 284-ЗО.
Законом Кировской области от 28 апреля 2012 года № 141-ЗО поселение было упразднено, все населённые пункты включены в состав  Мурашинского сельского поселения.

## Состав
В состав поселения входили 4 населённых пункта:
- посёлок Безбожник
- посёлок Волосница
- посёлок Стахановский
- посёлок Тылай